# Oxford (Maine)
Oxford es un pueblo ubicado en el condado de Oxford en el estado estadounidense de Maine. En el Censo de 2010 tenía una población de 4.110 habitantes y una densidad poblacional de 37,9 personas por km².

## Geografía
Oxford se encuentra ubicado en las coordenadas 44°8′42″N 70°28′24″O / 44.14500, -70.47333. Según la Oficina del Censo de los Estados Unidos, Oxford tiene una superficie total de 108.45 km², de la cual 100.27 km² corresponden a tierra firme y (7.54%) 8.18 km² es agua.

## Demografía
Según el censo de 2010, había 4.110 personas residiendo en Oxford. La densidad de población era de 37,9 hab./km². De los 4.110 habitantes, Oxford estaba compuesto por el 97.23% blancos, el 0.32% eran afroamericanos, el 0.39% eran amerindios, el 0.15% eran asiáticos, el 0.05% eran isleños del Pacífico, el 0.19% eran de otras razas y el 1.68% pertenecían a dos o más razas. Del total de la población el 1.07% eran hispanos o latinos de cualquier raza.